# Astronaute
Astronaute is een project van Myrthe Luyten (Bree, ca. 1991), een Belgische singer-songwiter., die naast Astronaute ook (bas)gitaar speelt bij Mad About Mountains. Luyten zong ook op het album The Truth About That Girl and Me van Tom Helsen.
De naam Astronaute haalde Luyten bij een nummer van Spinvis. Astrounaute verzorgde het voorprogramma van Spain, Sam Amidon en Ed Kowalczyk. Ze speelde ook enkele concerten met Amatorski. De debuut-ep Myriad werd in 2013 uitgebracht bij Zeal Records en gratis verspreid, om naamsbekendheid te kunnen verwerven.
In 2016 verscheen het volwaardige debuutalbum Petrichor, waarop Luyten een volwaardige band rond zich verzamelde

## Discografie
- Myriad (ep - 2013 - Zeal Records)
- Petrichor (2016)
- Circle (2018)